# گریوکا
گریوکا (به بلغاری: Grivka) یک منطقهٔ مسکونی در بلغارستان است که در شهرستان کروموفگراد واقع شده‌است.